# Gili Dasami
Gili Dasami est une petite île d'Indonésie. Elle est située au sud de Rinca dans la chaîne des Petites îles de la Sonde.
Elle abrite une petite population d'environ 100 dragons de Komodo et fait partie du parc national de Komodo. En 1991, en tant que partie du parc national, Gili Dasami a été classée au patrimoine mondial de l'UNESCO.